# 巴帕特拉
巴帕特拉（Bapatla），是印度安得拉邦Guntur县的一个城镇。总人口68103（2001年）。

## 人口
该地2001年总人口68103人，其中男性34642人，女性33461人；0—6岁人口6501人，其中男3371人，女3130人；识字率52.94%，其中男性为57.57%，女性为48.14%。